# Čuvaška državna univerza
Čuvaška državna univerza I. N. Uljanova je javna univerza, ki se nahaja v mestu Čeboksari, glavnem mestu Republika Čuvašije v Rusiji. Univerza je ena vodilnih visokošolskih ustanov v Rusiji in je znanstveno, izobraževalno in kulturno središče Privolške zvezne regije Ruske federacije.
Čuvaška državna univerza ima več kot 10.000 študentov in 3.865 učiteljev, vključno s 150 profesorji (dr. habil.) in 600 docenti, ki imajo naziv doktorja znanosti (Ph.D.). 
Andrej Jurjevič Aleksandrov, rektor Čuvaške državne univerze, je javno izrazil podporo ruski invaziji na Ukrajino s podpisom pisma podpore.

## Zgodovina
Leta 1920 je revolucionarni odbor sprejel odločitev o ustanovitvi univerze v Čeboksariju. Vprašanje o ustanovitvi Čuvaške državne univerze se je znova pojavilo v letih 1958–1919, vendar tudi takrat tega ni bilo mogoče storiti zaradi številnih težav, povezanih z odsotnostjo materialne baze in pomanjkanjem znanstvenega osebja v republiki.
Univerza je bila ustanovljena 17. avgusta 1967 z združitvijo Volške podružnice Moskovskega energetskega inštituta Leninovega reda in zgodovinsko-filološkega oddelka I. Ja. Jakovljeva, Čuvaškega državnega pedagoškega inštituta. Univerza je bila poimenovana po Ilji Nikolajeviču Uljanovu, ki je bil znan pedagog. Univerzi se je pridružil del filološke fakultete Čuvaškega pedagoškega inštituta, ki je bil odprt že leta 1930.

## Fakultete
Univerza ima 15 fakultet:
- Fakulteta za informatiko in računalništvo
- Fakulteta za uporabno matematiko, fiziko in informacijsko tehnologijo
- Fakulteta za radio elektroniko in avtomatizacijo
- Fakulteta za gradbeništvo
- Fakulteta za strojništvo
- Fakulteta za energetiko in elektrotehniko
- Fakulteta za menedžment in socialne tehnologije
- Fakulteta za zgodovino in geografijo
- Medicinska fakulteta
- Fakulteta za kemijo in farmacijo
- Fakulteta za tuje jezike
- Fakulteta za rusko in čuvaško filologijo ter novinarstvo
- Ekonomska fakulteta
- Pravna fakulteta
- Fakulteta za umetnost

Te fakultete so nadalje razdeljene na 88 oddelkov.

## Znani alumni
- Nikolaj Fjodorov – politik in nekdanji predsednik Čuvaške republike
- Julija Poljačihina – model in Miss Rusije 2018